# Patache San Nicolás
El patache San Nicolás fue un buque de guerra que sirvió en la escuadra del Estado de Buenos Aires durante la Guerra entre la Confederación Argentina y el Estado de Buenos Aires y en la Armada Argentina.

## Historia
El Graciosa Adelaida, buque de matrícula mercante propiedad de Felipe Picasso, fue adquirido por Marcos Luis Costa quien cambió su nombre por el de Nicolás.
Mencionado también como bergantín goleta, tenía 16 m de eslora, 4.75 de manga, 2.5 de puntal, un calado de 1.75 m y 65 t de desplazamiento. Era tripulado por entre 12 y 25 hombres y montaba un cañón de hierro de a 12.
Fue embargado por el Estado de Buenos Aires y al mando del teniente Jaime Van Slick el 26 de agosto de 1859 fue transferido a la Comandancia General de Marina. 
Concretada su transferencia en m$n 125000 y rebautizado San Nicolás, fue destacado a la isla Martín García al mando del capitán Mariano Clavelli junto al patache Yeruá y el pontón Castelli para bloquear el acceso al canal.
Participó del Combate de Martín García (1859), infructuoso intento de detener el paso de la nueva escuadra de la Confederación Argentina. Durante el encuentro el San Nicolás no sufrió bajas ni averías de importancia.
Permaneció en aguas de Martín García al mando del capitán Francisco Sardo hasta el 3 de enero de 1860, cuando pasó al Riachuelo para su venta, permaneciendo a cargo del teniente José Abadía.
Ante la falta de interesados, fue destinado a San Nicolás de los Arroyos como pontón carbonero. El 19 de agosto de 1861 un temporal lo hizo naufragar.